# 新泉镇 (湘阴县)
新泉镇，中华人民共和国湖南省岳阳市湘阴县下属的一个镇，位于湘阴县西南部。308省道穿境而过。

## 建制沿革
- 2005年，铁角嘴镇、躲风亭乡、东港乡、茶湖潭乡合并组建新泉镇。

## 行政区划
新泉镇下辖4个居委会与50个行政村：
- 新西居委会、商业街居委会、龟前居委会、江塘居委会
- 先锋村、上滩湖村、黄义村、黄金潭村、荆苏村、光华村、荆西村、胡家村、大仑村、新泉村、东亚村、资源村、资江村、秀池村、赛丰村、高丰村、新联村、新合村、新胜村、山头岭村、车马村、牌头村、光辉村、月中村、鲜鱼塘村、新柳村、团柱村、义成村、同庆村、新洲村、魏家村、新堤村、南湘村、凤南村、兴林村、荷花村、马家村、学元村、杨红村、三湾村、关公潭村、土地山村、王家寨村、万紫村、中易村、新开村、东河村、群建村、长红村、农科村
- 石螺湖渔场、西林渔场、车马渔场、凤南渔场、关公潭渔场